# آثار فارسی ابن سینا
از میان آثار مکتوب ابن سینا، تنها دو اثر به زبان فارسی از ابن سینا به دست ما رسیده است: کتاب کوتاهی به نام «اندر دانش رگ» (در علم نبض، همچنین معروف به رساله نبض)، و رساله‌ای در فلسفه به معنای وسیع به نام «دانشنامه» (کتاب دانش).
زبان فارسی از اواسط قرن ۴ق‌/۱۰م در نوشتن آثار تاریخی و جغرافیایی و دینی به کار گرفته شد و پیش از زمان ابن سینا چند کتاب در نجوم و طب نیز به این زبان نگارش یافته بود، ولی به کار گرفتن نثر پارسی دری برای بیان مفاهیم دقیق فلسفی و علوم وابسته بدان با ابن سینا آغاز می‌شود و شیوه او در دوره‌های بعد توسط شاگردان او ادامه می‌یابد و با آثار کسانی چون ناصر خسرو، عمرخیام، عمربن سهلان ساوی، افضل‌الدین کاشانی، خواجه نصیرالدین طوسی، قطب‌الدین شیرازی و همه کسانی که آثار منسوب به ابن سینا را نوشته‌اند، به کمال می‌رسد.

## اصالت
در مورد اصالت هیچ‌یک از این دو اثر (یعنی اندر دانش رگ و دانشنامه) مشکلی وجود ندارد. نویسندگی ابن سینا توسط شاگرد و دوستش ابوعبید عبدالواحد بن محمد جوزجانی (گوزگانی) تأیید شده و هرگز مورد تردید قرار نگرفته است. مقدمه هر دو اثر نشان می‌دهد که هر دو به درخواست علاء الدوله کاکویه، حاکم بویهی اصفهان، یعنی در چهارده سال آخر عمر ابن سینا که در آن شهر گذراند، نوشته شده است. مقایسه این دو مقدمه که هر دو به زبان ستایش‌آمیز خطاب به حاکم اصفهان نوشته شده‌اند، نشان می‌دهد که احتمالاً «دانش رگ» قبل از «دانشنامه» تألیف شده است، زیرا ابن سینا در مقدمه «دانشنامه» اظهار می‌دارد که «در سایه آن شاهزاده به تمام آرزوهای خود دست یافته است—برای امنیت، عزت، احترام به علم…» این نشان می‌دهد که او سال‌های خوشی را قبل از تکمیل «دانشنامه» در اصفهان سپری کرده بود.
سبک نگارش ابن سینا در این آثار روان و بی‌تکلف است و اگر سیاق عبارات او امروز در مواردی دشوار و نامأنوس به نظر می‌رسد، از آن روست که بیش از هزار سال فاصله در میان است. جمله‌ها کوتاه و ارتباط میان اجزاء جمله روشن و بی‌ابهام است و عبارت رنگ و حالت ترجمه که معمولاً در اینگونه آثار دیده می‌شود، ندارد. ابن سینا از آوردن واژه‌های عربی تا آنجا که تا زمان وی در زبان فارسی وارد شده و رایج بوده، اجتناب نداشته و واژه‌های فارسی شاذ و نادر نیز در کلام خود نیاورده است. لغات فارسی او کلاً همانهایی است که نویسندگان نظم و نثر فارسی سده‌های ۴ و ۵ق‌/۱۰ و ۱۱م به کار برده‌اند. اصطلاحات فلسفی و منطقی را غالباً به دو صورت فارسی و عربی با هم داده است تا فهم مطلب دشوار یا ناممکن نگردد، همچون این عبارت «... اندر رسیدن که به تازی تصوّر خوانند… گرویدن، چنان‌که بگروی که پری هست… و این را به تازی تصدیق گویند»، ولی در مواردی نیز که برای اصطلاحی معادل فارسی درست و قابل فهم نمی‌یافته، از جعل الفاظ غریب خودداری و به ذکر صورت عربی رایج آن بسنده کرده، چنان‌که در برابر اصطلاحاتی چون جنس، نوع، فصل، عرض عام و عرض خاص لفظی به فارسی نیاورده است. ابن سینا در نقل مفاهیم علمی و فلسفی به زبان فارسی یا الفاظ رایج این زبان را که در آثار پیشینیان و معاصران او چون بلعمی و فردوسی و دیگران به معانی متداول آمده است، به معانی اصطلاحی به کار می‌گیرد یا از ترکیب واژه‌های رایج فارسی با یکدیگر یا واژه‌های فارسی و عربی، اصطلاحات جدید می‌سازد. نوع اول مانند: چندی (= کمیّت)، چونی (= کیفیت)، نهاد (= وضع)، کنش (= فعل)، جنبش (= حرکت)، تنومند (= جسمانی)؛ نوع دوم مانند: بخواست (= ارادی)، اندریابایی (= ادراک)، ایستاده به خود (= قائم به ذات)، بستناکی (= انجماد)، بهره پذیری (= قابلیت تقسیم)، زود جنب (= سریع الحرکة)، شاید بود (= ممکن)، هرآینگی (= وجوب)، چه چیزی (= ماهیت)؛ نوع سوم مانند: حد مهین (= حداکبر)، حد کهین (= حداصغر)، حرکت گرد (= حرکت مستدیر)، قوت کُنایی (= قوه فاعله)، قوت داننده (= قوه عاقله)، قیاس راست (= قیاس مستقیم).

## توصیف کلی
نوشته‌های ابن سینا به زبان عربی، زبان دین و بیان علمی در کل جهان اسلام در آن زمان، برای شاگردان و سایر متخصصان در نظر گرفته شده بود و می‌توان آن‌ها را به عنوان «کتاب‌های درسی پیشرفته» توصیف کرد. در مقابل، دو کتاب او به زبان فارسی، زبان گفتاری و ادبی مردم ایران، کتاب‌های راهنمای مقدماتی هستند که برای استفاده یک فرد ناآشنا نوشته شده‌اند و دارای ویژگی‌های مناسب هستند: زبان روشن، عبارت‌بندی نزدیک به محاوره (اصطلاحات فنی عربی در «دانشنامه» با معادل‌های فارسی جایگزین شده و در «دانش رگ» همراه با معادل‌های فارسی ارائه شده است)، انتخاب موضوعات و سؤالاتی که دسترسی به دانش نسبتاً ابتدایی در هر زمینه را فراهم می‌کند، حذف موضوعاتی که فقط برای متخصصان جالب است، کاهش طول فصل‌ها، و استفاده مکرر از توصیف توضیحی به جای تعریف منطقی. اینها از جمله ویژگی‌های مشترک این دو اثر هستند. محتوای هر یک در زیر خلاصه شده است.

## اندر دانش رگ
- سه فصل اول کتاب مقدمه‌ای بر موضوع اصلی آن، مطالعه نبض، است. آنها:

1. موادی را که در ترکیب هماهنگ، بدن انسان، ارواح حیاتی که به آن جان می‌بخشند، و روح (روان، نفس) که در آن ساکن است را تشکیل می‌دهند، توصیف می‌کنند.[۱]
2. ضرورت استنشاق، تغذیه و دفع.[۱]
3. عملکرد ریه‌ها، قلب و شریان‌ها به عنوان تنظیم‌کننده‌های نبض، که با مثال دم آهنگر نشان داده شده است، و نحوه ایجاد حرکات انبساط و انقباض توسط این تنظیم‌کننده‌ها در هر ضربه، که هر یک با مکثی دنبال می‌شود.[۱]

مطالعه نبض به خودی خود در فصل چهارم آغاز می‌شود و در فصل‌های پنج و شش دنبال می‌شود. در اینجا نویسنده خلاصه‌های ساده‌ای از مسائل پیچیده که در فصل اول درس سوم بخش یازدهم (فن) جلد اول قانون فی الطب به تفصیل بررسی کرده بود، ارائه می‌دهد، یعنی:
1. چرا هر ضربه شامل چهار لحظه مذکور است.[۱]
2. فهرستی از ده نوع وضعیت نبض با توصیف علائمی که تشخیص هر یک را ممکن می‌سازد.[۱]
3. توضیح علل این ده نوع و انواع و زیرانواع موجود در هر یک، همراه با اصطلاحات فنی فارسی و عربی مناسب، مانند نبض بلند (دراز) و نبض کوتاه (کوتاه) در شرایط قابل شناسایی با طول (اندازه) ضربه، سریع (تیز) و آهسته (درنگی) در شرایط قابل شناسایی با فرکانس آن، هموار (هموار) و ناهموار در شرایط قابل شناسایی با تقارن یا عدم تقارن (مستوی‌مانند بودن و نبودن) ضربات. فصل هفتم خلاصه‌ای از بحث رفتار نبض منظم و نامنظم (مستوی و مختلف) در فصل دوم درس سوم مذکور در قانون است، و فصل هشتم که انواع و نام‌های شرایط نبض ترکیبی را برمی‌شمارد، خلاصه‌ای از فصل سوم همان درس است. برخی از اصطلاحات توصیفی برای شرایط نبض که در این کتاب استفاده شده است با اصطلاحات مورد استفاده در کتاب‌های درسی پزشکی مدرن مطابقت دارد، به عنوان مثال، مورچگی (عربی النملی، مورچه‌ای)، ستبر عظیم (بزرگ)، دم موشی (موش‌مانند)، موجی (جهنده، موج‌دار)، دو زخمی (دو ضربه‌ای).[۱]

- فصل نهم که کار را به پایان می‌رساند، خلاصه‌ای از تمام سؤالات مورد مطالعه در شانزده فصل باقی‌مانده درس در قانون است، یعنی بهترین وضعیت نبض، اجزای نبض، عواملی که بر این اجزا تأثیر می‌گذارند، نبض در مردان، زنان و زنان باردار، نبض در سنین مختلف، مراحل زندگی، فصول، دماها و مزاج‌ها، و اثرات آب و هوا، خواب، بیداری، حمام، ورزش بدنی، درد، التهاب و احساسات بر نبض.[۱]

طرح این کتاب کوتاه از سه فصل مقدماتی، سه فصل در مورد مسائل دشوارتر و یک فصل پایانی که به‌طور خلاصه به مسائل آسان‌تر می‌پردازد، نشان می‌دهد که ابن سینا قصد داشته است آن را به یک خلاصه فشرده تبدیل کند. او وظیفه خود را با مهارت زیادی انجام داد.

## دانشنامه علائی
مشهورترین نوشته او به فارسی کتاب دانشنامه علائی است که در منابع عربی و فارسی به نامهای «الحکمة العلائیة» «الرسالة العلائیة»، «حکمت علائی» و «کتاب علائی» نامیده شده و ابن ابی‌اصیبعه از آن به عنوان «دانش مایه علایی» یاد کرده است. این کتاب در اصفهان، در فاصله سالهای ۴۱۳–۴۲۸ق که ابن سینا در آن شهر می‌زیسته برای علاءالدوله کاکویه (۳۹۳–۴۳۳ق) تصنیف شده است. ابن سینا خود در مقدمه منطق دانشنامه می‌گوید: «فرمان بزرگ خداوند ما ملک عادل… عضدالدین علاءالدوله… آمد به من بنده و خادم درگاه وی… که باید مر خادمان مجلس وی را کتابی تصنیف کنم به پارسی دری که اندر وی اصلها و نکتهای پنج علم از علمهای حکمت پیشینگان گرد آورم به‌غایت اختصار». سپس این ۵ علم را به ترتیب چنین می‌شمارد: علم منظق، علم طبیعیات [علم زیرین]، علم هیئت، علم موسیقی، علم آنچه بیرون از طبیعت است [علم برین]. اما ترتیبی که در تصنیف این کتاب اتخاذ شده است، غیر از این است و برخلاف رسم معمول در تنظیم کتب حکمت، ابن سینا در اینجا بخش الهیات یا مابعدالطبیعه را قبل از طبیعیات قرار داده است و شاگرد او بهمنیار نیز در تدوین مباحث کتاب التحصیل از ترتیب دانشنامه پیروی کرده است. ابن سینا در مقدمه منطق دانشنامه به اینکه در ترتیب مباحث برخلاف رسم و عادت عمل کرده است، اشاره دارد و در آغاز الهیات آن کتاب در توجیه این روش گوید: «و اصلهای همه علمها اندرین علم [علم الهی یا علم ربوبیت] درست شود و این علم را به آخر آموزند هر چند به حقیقت اول است، ولیکن ما جهد کنیم که به اول بیاموزانیم». از بخشهای چندگانه این کتاب ۳ بخش اول، یعنی منطق و الهیات و طبیعیات نوشته خود ابن سینا است، ولی بخش ریاضیات که شامل هندسه و هیئت و حساب و موسیقی بوده است، در همان روزگار از میان رفته و بعد از وفات ابن سینا، ابوعبید جوزجانی آنها را از روی مصنفات دیگر ابن سینا تلخیص و به فارسی ترجمه و به ۳ کتاب باقی مانده ضمیمه کرده است.
این اثر، مانند شفا و نجات (اما برخلاف کتاب الاشارات که فقط به منطق و متافیزیک می‌پردازد) رساله‌ای جامع در هفت علم است که در چهار بخش گروه‌بندی شده‌اند: منطق (ویرایش سید محمد مشکات و محمد معین، منطق دانشنامه علائی، تهران، ۱۳۳۱ ش. /۱۹۵۲)، متافیزیک (ویرایش محمد معین، الهیات دانشنامه علائی، تهران، ۱۳۳۱ ش. /۱۹۵۲)، علوم طبیعی (ویرایش سید محمد مشکات، طبیعیات دانشنامه علائی، تهران، ۱۳۳۱ ش. /۱۹۵۲) و ریاضیات (مورد آخر شامل هندسه، نجوم، حساب و موسیقی است). بخش اصلی ریاضیات در زمان حیات ابن سینا از بین رفت، و متن موجود (ویرایش مجتبی مینوی، ریاضیات دانشنامه علائی، تهران، ۱۳۳۱ ش. /۱۹۵۲) نسخه بازسازی شده‌ای است که شاگردش عبدالواحد جوزجانی با ترجمه رساله‌های کوتاه استاد در همان موضوعات به زبان فارسی گردآوری کرده است. (رساله‌های اصلی عربی بخش ریاضیات کتاب نجات را تشکیل می‌دهند که توسط خود ابن سینا ویرایش نشده است).
دانشنامه را نباید با کتاب شفا مقایسه کرد، اثری دایره‌المعارفی که تعداد و تنوع مسائل و نظریات مورد بحث در آن بسیار زیاد و تعداد فصل‌ها بسیار طولانی است. اگرچه از نظر محتوای کلی با نجات قابل مقایسه است، اما دانشنامه از نظر طول نسبی و موضوعات خاص فصل‌ها و ترتیب بخش‌ها با آن تفاوت دارد. شرح آن از منطق، در دو بخش در تعریف و اثبات به ترتیب، از طرح اشارات پیروی می‌کند نه نجات. اگرچه بیشتر فصل‌های آن خلاصه یا چکیده‌ای از فصل‌های نجات است، اما برخی از آنها توضیحات طولانی‌تر و کامل‌تری ارائه می‌دهند. چکیده به‌طور کلی از طریق ترکیب دو یا چند فصل در یک فصل با عنوان ترکیبی انجام می‌شود، به عنوان مثال، فصل «توضیح جنس، نوع، فصل، خاصه و اعراض عام» (باز نمودن جنس، نوع، فصل، خاصه و اعراض عام). با این حال، در برخی موارد، چکیده از طریق حذف فصل‌هایی که فقط برای دانشگاهیان و متخصصان جالب است، انجام می‌شود، به عنوان مثال، فصل مربوط به نظریه محتوای گزاره‌ها و سه وجه داوری (ممکن [شاید بودن، ممکن]، ضروری [ضروری] و ناممکن [ناشاید بودن، ممتنع]). این نظریه که یکی از مبانی منطق داوری ابن سینا است، فقط ده خط توضیح در دانشنامه دریافت می‌کند، در مقایسه با ده صفحه در نجات و دوازده صفحه در اشارات. همچنین، به‌طور چشمگیری از پرداختن به تناقض و عکس مستوی کاسته شده است، که در اینجا به شکل مطلق خود تقلیل یافته‌اند؛ ابن سینا ترجیح داد از هرگونه بحث در مورد تناقض و عکس مستوی در گزاره‌های موجهه در دانشنامه خودداری کند. بحث در مورد چهار شکل قیاس نیز به همان اندازه مختصر است. از سوی دیگر، ابن سینا در این کتاب به تفصیل در مورد موضوعی می‌نویسد که در اشارات مسکوت گذاشته شده است، یعنی استدلال از طریق قیاس (مثال)؛ او در اینجا این روش استدلال را که برای متکلمان مدرسه‌ای که او آنها را «جدلیان» می‌نامد، عزیز بود، محکوم می‌کند. او همچنین به تفصیل در مورد «ماده قیاس» می‌نویسد، یکی از نوآوری‌های اصلی او که جنبه معرفت‌شناختی منطق او را تشکیل می‌دهد و برجسته‌ترین و اصیل‌ترین سهم اوست، که مربوط به جستجوی منابع دانش بشری و ارزیابی درجات قطعیت آن است.
در مورد متافیزیک، ویژگی قابل توجه دانشنامه قرار دادن این موضوع بلافاصله پس از منطق است، در حالی که در نجات و شفا بحث‌های متافیزیکی بخش پایانی و اوج اثر را تشکیل می‌دهند. ترتیب متفاوت در دانشنامه اتفاقی نیست. این کتاب به منظور آشنا کردن ذهن ناآشنا با مفهوم علم و موضوع و هدف آن، و با تقسیم علوم به رشته‌های نظری و عملی و موضوعات و اهداف هر یک نوشته شده است. برای این منظور، نیاز به یک مقدمه مقدماتی بود که فقط می‌توانست بلافاصله پس از بخش منطق و در ابتدای بخش متافیزیک قرار گیرد. طرح کلی موضوعات و اهداف علوم منجر به تعریف توضیحات موضوع علم برتر (علم برین)، یعنی متافیزیک، یعنی موجود بما هو موجود، و هدف آن، یعنی حالات موجود بما هو موجود، می‌شود. این حالات به صورت جفت‌های متضاد ارائه می‌شوند. آنها عناوین فصل و محتوای بخش متافیزیکی اثر را به شرح زیر ارائه می‌دهند: جوهر و عرض، کلی و جزئی، واحد و کثیر، علت و معلول، فعل و قوه، ممکن و واجب؛ اینها محمولات موجود بما هو موجود هستند.
ابن سینا با شروع مطالعه جوهر و عرض به عنوان اولین جفت حالات موجود بما هو موجود، در اینجا آشکارتر از شفا با مفاهیم و سنت‌های ارسطویی در مورد نظریه جوهر و مقولات اعراض آن و موقعیت این ده جنس عالی «اشیاء» قطع رابطه می‌کند. در دانشنامه او این مطالعه را با متافیزیک ادغام می‌کند، در حالی که در نجات او مقولات را همراه با نظریه تعریف در بخش منطق بررسی می‌کند. اکنون این ایده جوهر و نه مقوله آن که به عنوان ده جنس عالی «اشیاء» تصور می‌شود، مستقیماً به ایده دیگری مرتبط است که برای متافیزیک ابن سینا اساسی است، یعنی ایده عرضیت وجود؛ زیرا گفتن اینکه چنین جوهر یا عرضی وجود دارد، به معنای گفتن این است که وجود عنصری نیست که ماهیت (هویت) هر یک از این ده جنس عالی «اشیاء» را تشکیل می‌دهد، به عبارت دیگر، وجود به لحاظ منطقی به عنوان چیزی جز محمول عرضی ماهیت قابل تصور نیست. ارائه این نظریه اصیل به ویژه قابل توجه است زیرا ابن سینا گفتمان خود را با انتقاد از «افرادی که فاقد بصیرت تیز هستند»، یعنی متکلمان مدرسه‌ای، که در نجات متکلمان نامیده می‌شوند، آغاز می‌کند. در عین حال، این ایده وجود به عنوان محمول عرضی ماهیت، ارتباط نزدیکی با آخرین جفت حالات موجود بما هو موجود، یعنی ممکن و ضروری، دارد.
مطالعه این دو حالت مقدمه‌ای بر حوزه دوم متافیزیک است که ابن سینا آن را «علم فرمانروایی الهی» می‌نامد. چهل فصل به جستجوی موجود واجب الوجود و صفات او اختصاص دارد. این فصل‌ها بیش از دو سوم بخش متافیزیکی دانشنامه را اشغال می‌کنند و طولانی‌ترین رساله در کل کتاب را تشکیل می‌دهند. وسعت نسبی این بخش نشان دهنده اهمیتی است که ابن سینا به آن قائل بوده است و قابل توجه‌تر است زیرا این کتاب حاوی فصل‌های طولانی (مانند آنچه در شفا و نجات یافت می‌شود) در مورد مسائل صرفاً کلامی مانند رستاخیز جسمانی انسان، الهام الهی، اثبات نبوت و غیره نیست. این امر برخورد با متافیزیک را بیشتر شبیه اشارات می‌کند تا نجات. علاوه بر این، دانشنامه گاهی اوقات دستورالعمل‌های اشارات را بازتاب می‌دهد، به ویژه دستورالعمل‌های فصل ششم در مورد اهداف اصول و نظم و فصل هفتم در مورد تجرید (تجرید).
با این حال، بارزترین ویژگی دانشنامه، سبک آن است که بسیار ساده‌تر، آسان‌تر، غیررسمی‌تر و زنده‌تر از آثار عربی است. در این کتاب، ابن سینا دوباره با مخالفان خود، متکلمان مدرسه‌ای، به بحث می‌پردازد. در نجات، او برخی از آنها را «ضعیف» (ضعفا المتکلمین) توصیف می‌کند، اما در اینجا فراتر می‌رود و با تحقیر از آنها به عنوان «جدلیان» (جدلیان) سخن می‌گوید. او با لحنی طنزآمیز روش آنها را در اثبات وجود غایب (غایب) از وجود شاهد (شاهد) مسخره می‌کند، و در شرحی ساختگی از استدلال آنها، اعمالی را به آنها نسبت می‌دهد که پوچی منطقی سخنان آنها را آشکار می‌کند، به عنوان مثال در بخش منطق (منطق): «سپس رفتند و به آسمان نگاه کردند و دیدند که شبیه خانه‌ای است…». بسیاری از کلمات و عبارات دیگر در متن، نیشی طنزآمیز دارند، به عنوان مثال، «به حیلتی اندیشیدند»، «برخی که کمی حیله‌گرتر بودند». در بخش متافیزیک، انتقاد به افلاطون و «مثل» افلاطونی معطوف است. در نجات، ابن سینا به‌طور محتاطانه و بسیار مختصر به «مثل» افلاطونی اشاره می‌کند. در شفا، او فصلی نسبتاً طولانی و بسیار دقیق و قاطعانه استدلال شده را به رد آنها اختصاص می‌دهد. در دانشنامه، او آنها را رد نمی‌کند، بلکه مسخره می‌کند. او ما را دعوت می‌کند تا ایده یک «ایده» را تصور کنیم، ایده یک «انسانیت» (مردمی) منحصر به فرد و واقعی که فی نفسه (بعینهی) در هر فرد انسانی وجود دارد و پس از کسب دانش افلاطون و در صورت نادان ماندن فرد دیگری خواهد بود. حتی شگفت‌انگیزتر ایده «حیوان» خواهد بود، که همزمان متحرک و بی‌حرکت، پرنده و بی‌پرواز، چهارپا و دوپا است.
در پایان، باید تأکید کرد که دانشنامه اثری اصیل است و اصالت آن صرفاً در فارسی نوشته شدن آن نیست. پس از اشارات، که ابن سینا در همان دوره از زندگی حرفه‌ای خود تألیف کرد، شخصی‌ترین نوشته اوست. قصد او برای دادن مهر متفاوتی به این کتاب از سایر آثارش با ترجیح او برای موضوعات خاص و تعداد و طول فصل‌هایی که به آنها اختصاص داده است، به ویژه به ممکن و ضروری، علت و معلول، و واجب الوجود و صفات او، آشکار می‌شود. ویژگی دیگر این است که او در متافیزیک هیچ بحثی در مورد تزهای فرا فلسفی مانند زندگی پس از مرگ، رسالت و معجزات پیامبران و شگفتی‌های اولیا شامل نمی‌کند، بلکه فقط به‌طور مختصر به این مسائل در بخش علوم طبیعی اشاره می‌کند. احترام عمیق او به ارسطو، «رئیس حکیمان» (امام حکیمان)، «راهنما و استاد فیلسوفان» (دستور و آموزگار فیلسوفان)، شوخ‌طبعی خودجوش و طنز ملایم او در مورد متکلمان مدرسه‌ای (متکلمان یا جدلیان) سرنخ‌هایی برای درک این مرد به ما می‌دهد. البته این کتاب برای حامی‌ای نوشته شده است که باید از زحمت خواندن مباحثات عالمانه در امان باشد. با این حال، با وجود همه اختصارات و حذف‌ها، هیچ چیز واقعاً مهمی حذف نشده است. این رساله‌ای جامع در فلسفه است، منحصر به فرد در نوع خود در میان نوشته‌های فارسی در این زمینه.
نسخه‌های چاپی دانشنامه علائی:
- چاپ سنگی، تحت عنوان مایه دانش علائی مشهور به الحکمة العلائیه، حیدرآباد (دکن)، ۱۳۰۹/۱۸۹۱، شامل سه بخش — منطق، متافیزیک و علوم طبیعی. پر از اشتباهات بسیار، اما به عنوان اولین نسخه منتشر شده قابل توجه است.[۱]
- ویرایش توسط الف. خراسانی تحت عنوان دانشنامه علائی یا حکمت بوعلی، تهران، ۱۳۱۵ ش. /۱۹۲۶. متن انتقادی بر اساس چهار نسخه خطی، شامل دو بخش — منطق (منطق) و متافیزیک (علم برین) — با مقدمه‌ای متشکل از:

1. ترجمه‌های خراسانی از زندگینامه خودنوشت ابن سینا و زندگینامه تکمیلی او توسط ابوعبید بن عبدالواحد جوزجانی (گوزگانی)[۱]
2. برخی از اشعار منسوب به ابن سینا، یعنی دو قطعه کوتاه به زبان عربی و چهار رباعی و یک قطعه کوتاه دربارهٔ شراب به زبان فارسی.[۱]
3. فهرستی از آثار ابن سینا.[۱]
4. مطالعه‌ای مختصر در مورد ویژگی‌های زبان دانشنامه و واژه‌نامه‌ای از اصطلاحات فنی فارسی در دانشنامه با معادل‌های عربی آنها.[۱]

ویرایش توسط محمد معین و سید محمد مشکات، منتشر شده برای جشن هزاره ابن سینا در تهران در سال ۱۳۳۱ ش. /۱۹۵۲؛ شامل سه بخش اول در جلدهای جداگانه:
1. منطق (رساله منطق)، ویرایش معین و مشکات،
2. متافیزیک (الهیات دانشنامه علائی)، ویرایش مشکات،
3. علوم طبیعی (طبیعیات دانشنامه علائی)، ویرایش مشکات. متن انتقادی بر اساس ده نسخه خطی، در کل با متن خراسانی علی‌رغم انواع متعدد موافق است. به هر جلد فهرستی ترکیبی از اصطلاحات فنی فارسی و عربی به ترتیب حروف الفبا ضمیمه شده است.

جنبه‌های زبانی دانشنامه و اندر دانش رگ، بالاتر از همه اصالت واژگان فارسی آنها، توسط خراسانی مورد توجه قرار گرفت و برای زبان‌شناسان ایرانی بسیار جالب است. این موضوع در دو مقاله در کنفرانس هزاره ابن سینا در تهران مورد بحث قرار گرفت، یکی توسط ح. خطیبی در مورد سبک نثر فارسی ابن سینا در زمینه نثر فارسی اواخر قرن چهارم/دهم و اوایل قرن پنجم/یازدهم، دیگری توسط محمد معین در مورد واژگان فارسی ابن سینا و تأثیر آن بر ادبیات فارسی. ح. خطیبی با این استدلال که زبان فارسی در زمان ابن سینا بیشتر تحت تأثیر پهلوی بود تا عربی، ابن سینا را به اختراع اصطلاحات و واژگان علمی-فلسفی فارسی نسبت داد. او به عنوان نمونه‌هایی از تمایز سبک نثر ابن سینا، استفاده مکرر از ذرات «مر» و «اندر»، پیشوند فعلی «همی» به جای «می» و ترتیب کلمات جملات اغلب مختصر، اما همیشه دقیق را ذکر می‌کند. محمد معین ایجاد واژگان علمی-فلسفی فارسی توسط ابن سینا، منابع و روش‌های او، و انواع این واژگان مورد استفاده شاگردانش در ترجمه آثارش و بعداً توسط متفکران دیگر مانند ناصر خسرو، افضل‌الدین (بابا افضل) کاشانی و ابوحامد محمد غزالی را مطالعه کرد.

### ترجمه‌ها
ترجمه‌های دانشنامه علائی:
- عربی: مقاصد الفلاسفه محمد غزالی (درگذشت ۵۰۵ هجری قمری/ ۱۱۱۱ میلادی) را می‌توان ترجمه عربی دانشنامه دانست زیرا ساختار و محتوای آن به‌طور کلی در همان راستا است.[۱]
- فرانسوی: ترجمه هر چهار بخش توسط م. آشنا و هانری ماسه، تحت عنوان کتاب علم، ۲ جلد، پاریس، ۱۹۵۵–۵۸؛ جلد اول منطق و متافیزیک، جلد دوم علوم طبیعی و ریاضیات. تحلیلی از متافیزیک توسط آشنا به جلد اول ضمیمه شده است. نسخه جدید اصلاح شده و تصحیح شده در سال ۱۹۸۵ منتشر شد؛ به این نسخه مقدمه‌ای شامل ترجمه‌های زندگینامه خودنوشت ابن سینا و زندگینامه جوزجانی، مقدمه‌ای بر منطق و نسخه‌ای اصلاح شده و گسترده از همان تحلیل متافیزیک مانند نسخه اول اضافه شده است.[۱]
- انگلیسی: ترجمه با تفسیر توسط پ. موروج، تحت عنوان متافیزیک ابن سینا (ابن سینا): ترجمه انتقادی-تفسیری و تحلیل استدلال‌های اساسی در متافیزیک ابن سینا در دانشنامه علائی، پی‌اچ‌اس، لندن، ۱۹۷۳. [م. آشنا این کتاب را ندیده است].[۱]
- روسی: ترجمه توسط بوگوتدینوف، استالین‌آباد (دوشنبه)، 1973.[۱]

## اشعار فارسی ابن سینا
در تذکره‌ها اشعاری فارسی نیز به ابن سینا نسبت داده‌اند، اما درستی این نسبتها را به هیچ روی نمی‌توان تأیید کرد، زیرا اولاً در شرح حال و فهرستی که جوزجانی از آثار او داده است و در فهرستهای دیگری که از تألیفات و نوشته‌های او در کتب متقدمان دیده می‌شود، ذکری از اینکه ابن سینا به فارسی شعر یا سخن منظومی داشته، به میان نیامده است. ثانیاً اشعار فارسی منسوب به ابن سینا غالباً در تألیفات و تذکره‌هایی نقل شده است که از زمان صفویه به این سوی تألیف یافته‌اند. اما از سوی دیگر چون سرودن اشعارِ متضمن معانی حکمی خصوصاً به صورت رباعی در روزگار زندگانی ابن سینا رواج تمام داشته و کسانی چون ابوسعید ابوالخیر، عمر خیام، خواجه عبدالله انصاری و پیش از اینان رودکی و شهید بلخی و دیگران، از اینگونه اشعار می‌سروده‌اند، به هیچ روی دور از احتمال نیست که شیخ نیز کلمات منظومی از قبیل آنچه به او نسبت داده‌اند، سروده باشد. از این روی شاید بتوان برخی از رباعیات و سخنان منظوم منسوب به ابن سینا خصوصاً آنهایی را که در سفینه‌های کهن‌تر مندرج است، از سروده‌های او دانست.
ابن سینا نویسنده مشهور رباعیات و قطعات فارسی (اشعار کوتاه) است که در مجموعه‌ها و منتخبات نقل شده است. تعداد و کیفیت آنها با منبع متفاوت است. دلیلی وجود دارد که باور کنیم ابن سینا استعداد شاعری داشته و در اوقات فراغت خود، به ویژه در اسارت، شعر می‌سروده است. این امر با ابیات آغازین بدون شک معتبر که تنها بازمانده دو قصیده عربی است که او سروده است، تأیید می‌شود. اینکه او باید به زبان فارسی، زبان مادری و روزمره خود، شعر می‌سرود، محتمل است، اما قابل اثبات نیست. هرمان اته دوازده رباعی و دو قطعه را که در مجموعه‌ها و منابع دیگر به ابن سینا نسبت داده شده است، گردآوری و متون را با ترجمه‌های آلمانی به اسم «Nachrichten von der Kgl. Gesellschaft der Wissenschaften und der Georg-August-Universität zu Göttingen» منتشر کرد. ادوارد براون ترجمه‌های دو رباعی از مجموعه اته را ارائه می‌دهد. سعید نفیسی در کتاب خود در مورد زندگی و آثار ابن سینا (پور سینا، تهران، ۱۳۳۳ ش. /۱۹۵۴) تمام اشعاری را که به ابن سینا نسبت داده شده است، با جزئیات منبع هر یک گنجانده است. می‌توان اضافه کرد که کتابخانه ملی پاریس دارای دو نسخه خطی زیر است:
1. نسخه خطی مکمل فارسی ۷۹۳، منتخبی کوچک که در برگ ۱۰۳، رباعی «مائیم به لطف تو تمنا کرده» را شامل می‌شود که در بسیاری از مجموعه‌ها یافت می‌شود و در برخی به ابن سینا، در برخی دیگر به خیام نسبت داده می‌شود، و به دنبال آن رباعی‌ای که به ابوسعید بن ابی‌الخیر نسبت داده می‌شود (مقایسه کنید با نفیسی).[۱]
2. نسخه خطی مکمل فارسی ۱۷۷۷، مجموعه‌ای از اشعار سه شاعر، قاسم الانوار، عطار و ناصرخسرو، که در حاشیه برگ ۳۲۶، شش رباعی که گفته می‌شود از ابن سینا است، درج شده است، اگرچه هیچ‌یک توسط سعید نفیسی ذکر نشده است. تاریخ این نسخه خطی ۲۵ صفر ۸۲۵/۱۴۲۲ است. ذبیح‌الله صفا مجموعه‌ای از اشعار فارسی منسوب به ابن سینا را منتشر کرده است.[۱]

## رساله‌های جعلی
ابن سینا رسائلی هم به فارسی داشته است که ابن ابی‌اصیبعه به آنها اشاره کرده است. رساله‌هایی در موضوعات مختلف به زبان فارسی، چون رساله نبض، معراجنامه، کنوزالمعزّمین، ظفرنامه، علل تسلسل موجودات و چند نوشته دیگر به نام او موجود است که در صحت انتساب اغلب آنها به وی جای تردید است. از میان رسائل منسوب به ابن سینا تنها رساله نبض به تصری در رسالة سرگذشت ذکر شده است و با توجه به اشاره‌ای که از ابن ابی‌اصیبعه نقل شد، می‌توان گفت که برخی دیگر از عناوین یاد شده نیز از نوشته‌های ابن سینا است.
در زمان جشن‌های هزاره در سال ۱۳۳۱ ش. /۱۹۵۲، انجمن آثار ملی (انجمن آثار ملی) در تهران مجموعه‌ای از رساله‌های فارسی، همه کوتاه، منتشر کرد که در نسخه‌های خطی آمده است که از قلم ابن سینا است. با این حال، همه آنها حاوی شواهدی هستند که تردید در انتساب را برمی‌انگیزند و هیچ‌یک در فهرست آثار ابن سینا ذکر نشده است. ژیلبر لازار جعلی بودن این رساله‌ها را در یک مطالعه مفصل نشان داده است. نشانه‌های مختصری از محتوای هر یک در زیر آمده است:
1. رساله نفس، ویرایش م. عمید، تهران، ۱۳۳۱ ش. /۱۹۵۲. این در واقع یکی از دو ترجمه فارسی موجود از رساله عربی ابن سینا در مورد روح است که در نسخه‌های خطی مختلف شش عنوان مختلف دارد. عمید اظهار می‌دارد که تمام نسخه‌های خطی که در تهیه ویرایش خود استفاده کرده است، ترجمه را به خود ابن سینا نسبت می‌دهند. با این حال، زبان این ترجمه تفاوت زیادی با زبان دانشنامه دارد و پر از کلمات و اصطلاحات فنی عربی است که در قسمت‌های مربوطه در دانشنامه یافت نمی‌شود، مانند ادراک (ادراک) در صفحه ۱۹ به جای دریافت همان‌طور که در دانشنامه، طبیعیات، صفحه ۱۰۱ آمده است؛ قوه عامله (قوه عامله) در صفحه ۲۴ به جای قوه کنشی؛ قوه عالمه (قوه شناختی) در صفحه ۲۴ به جای قوه دریافت نظری. علاوه بر این، از گفته مترجم نسخه فارسی دیگر می‌دانیم که ابن سینا شخصاً رساله خود را از عربی به فارسی ترجمه نکرده است؛ به گفته این مترجم در مقدمه خود، «مردی دانشمند این رساله (در اینجا المعاد نامیده می‌شود) را به فارسی ترجمه کرده بود، اما با مقایسه ترجمه با متن اصلی، آن را ناقص، نادرست و ناتمام یافت، و بنابراین، به درخواست دوستی، ترجمه‌ای جدید و کامل‌تر و دقیق‌تر انجام داد».[۱]
2. رساله اندر حقیقت و کیفیت سلسله موجودات و تسلسل اسباب و مسببات (رساله در مورد واقعیت و نحوه ارتباط موجودات و ارتباط متقابل علل و معلول‌ها)، ویرایش م. عمید، تهران، ۱۳۳۱ ش. /۱۹۵۲. این رساله به صورت پرسش و پاسخ نوشته شده است—شیوه‌ای که معمولاً توسط ابن سینا استفاده نمی‌شود. این رساله قطعاً جعلی است، نه تنها به این دلیل که واژگان و عبارت‌بندی، ارجاع مداوم به قرآن و ذکر آیات آن در حمایت از استدلال‌ها، و عدم دقت و نادرستی منطقی مقدمات و استنتاجات، غیرمعمول در آثار معتبر ابن سینا است، بلکه بالاتر از همه به این دلیل که ادعاها با آموزه‌های ابن سینا در تضاد است. کلمات مستعار (قرض گرفته شده یا استعاری)، مستفاد (فهمیده شده)، جایز (مجاز)، جایز الوجود (مجاز به وجود)، که از پاسخ به سؤال اول به بعد تکرار می‌شود، نه تنها غیر ابن سینایی است، بلکه معانی‌ای دارد که با مفاهیم ابن سینا از ممکن (بالقوه) و ممکن الوجود (بالقوه موجود) در تضاد است. به این سؤال که آیا وجود خالق را می‌توان از وجود موجودات مخلوق استنباط کرد، با ادعای خلقت از عدم (ابداع) پاسخ داده می‌شود، که متکلمان اشعری آن را مطرح کردند و ابن سینا همیشه آن را رد می‌کرد و نظریه خود را در مورد فرایند (صنع) در مقابل آن قرار می‌داد (دانشنامه، [منطق، راه جدلیان]).[۱]
3. معیار العقول (سنجش ذهن‌ها)، ویرایش جلال‌الدین همایی، تهران، ۱۳۳۱ ش. /۱۹۵۲. موضوع، که بسیار دور از علایق ابن سینا است، و استفاده از اصطلاحات عربی مانند صلب (ستون فقرات)، ثقل (وزن)، رسن (طناب)، که در نثر فارسی ابن سینا یافت نمی‌شود، اثبات کافی برای جعلی بودن این رساله است.[۱]
4. قراضه طبیعیات (تکه‌ای از علوم طبیعی)، ویرایش غلامحسین صدیقی، تهران، ۱۳۳۱ ش. /۱۹۵۲. در سطرهای اول مقدمه خود، ویراستار اذعان می‌کند که این رساله، به جز شکل، هیچ وجه اشتراکی با آثار فارسی ابن سینا ندارد. ارائه مسائل، طرفداری از نظریه‌های خاص مانند نظریه غایت‌شناختی، فراوانی اصطلاحات عربی و ویژگی‌های زبان، همه ثابت می‌کنند که این رساله کوتاه جعلی است.[۱]
5. کنوز المعظمین (گنج‌ها برای مردان بزرگ)، ویرایش جلال‌الدین همایی، تهران، ۱۳۳۱ ش. /۱۹۵۲، کتابچه راهنمای کوچکی در مورد استفاده عملی از طلسم‌ها. نسخه عربی نیز با عنوان النیرنجات وجود دارد. جلال‌الدین همایی با این استدلال که تمام نسخه‌های خطی نام ابن سینا را دارند، فکر می‌کرد که این رساله باید معتبر باشد. با این حال، باور کردن اینکه ابن سینا، که رساله‌های منطق را در صدر تمام آثار فلسفی خود قرار داده و منطق خود را بر اصول موضوعه عقل محض بنا نهاده است، می‌تواند با چنین اعتقادی به آموزش هنرهای جادویی سوق داده شود، دشوار است. شواهد بیشتر جعلی بودن، تفاوت‌های سبک و زبان با نوشته‌های فارسی ابن سینا و توصیه‌ای است که در مقدمه آمده است مبنی بر «این کتاب را از بی‌احتیاطی افراد فاقد صلاحیت و ناشایست دور نگه دارید».[۱]
6. رساله جودیه، ویرایش محمود نجم‌آبادی، تهران، ۱۳۳۰ ش. /۱۹۵۱، کتابچه راهنمای کوتاهی در مورد پیشگیری و، بالاتر از همه، درمان بیماری‌هایی از عطسه گرفته تا دسته‌های مگس و شامل مارگزیدگی. ویراستار، که خود پزشک است، به خاطر دانش دقیق و موشکافانه‌ای که با آن داروهای توصیه شده را توضیح و تفسیر می‌کند، شایسته تقدیر است. او انتساب به ابن سینا را معتبر می‌داند و فکر می‌کند که عنوان باید به درستی رساله محمودیّه باشد زیرا این اثر به سلطان محمود غزنوی تقدیم شده است. با این حال، نثر آن به هیچ وجه قابل مقایسه با آثار فارسی ابن سینا نیست، و پندها و داروهای آن بسیار ساده و زودباورانه است که از قلم هر پزشک، حتی یک پزشک روستایی، چه رسد به نویسنده قانون در طب، برآید. تقدیم نامه که ابن سینا را به سلطان محمود مرتبط می‌کند، نمونه دیگری از سادگی و بی‌آلایشی جاعل است.[۱]
7. ظفرنامه، ویرایش غلامحسین صدیقی، تهران، ۱۳۳۱ ش. /۱۹۵۲، مجموعه کوچکی از پندها که گفته می‌شود توسط بزرگمهر در پاسخ به سوالات خسرو اول انوشیروان بیان شده است. اگر چنین است، باید از متن پهلوی ترجمه شده باشد. تنها منبع خارجی که ترجمه در آن به ابن سینا نسبت داده شده است، کشف الظنون حاجی خلیفه است، که بر اساس آن شاهزاده سامانی نوح بن منصور به وزیر خود ابن سینا دستور داد این مجموعه پندها را از پهلوی به فارسی برگرداند. تمام شواهد به سردرگمی یا انتساب ساختگی اشاره دارد. ابن سینا زبان پهلوی را نمی‌دانست و وزیر نوح بن منصور نبود. علاوه بر این، زبان آن قابل مقایسه با آثار فارسی ابن سینا نیست. غلامحسین صدیقی در مقدمه عالی خود به‌طور جالب توجهی در مورد توضیحات احتمالی می‌نویسد.[۱]

به لیست بالا باید رساله‌ای به نام معراج‌نامه اضافه شود [که م. آشنا آن را ندیده است]. به گفته یحیی مهدوی، این متن دو بار منتشر شده است: ابتدا به صورت فاکسیمیله، دوم به صورت چاپی توسط غلامحسین صدیقی در مجموعه انجمن آثار ملی (تهران، ۱۳۳۱ ش. /1952).